# Mistrovství Československa v atletice 1963
Mistrovství Československa mužů a žen v atletice 1963 v kategoriích mužů a žen se konalo 13. července a 14. července v Hradci Králové. 

## Medailisté

### Muži
| Soutěž                           | Zlato                                                                          | Stříbro                                                                  | Bronz                                                                                   |
| 100 m                            | Josef Votrubec 10.6                                                            | Vilém Mandlík 10.7                                                       | František Mikluščák 10.8                                                                |
| 200 m                            | Josef Votrubec 21.7                                                            | Pavel Chaloupka 21.7                                                     | Miroslav Mikyna 21.8                                                                    |
| 400 m                            | Zdeněk Váňa 48.2                                                               | Viliam Nedeljak 48.6                                                     | Pavel Vitouš 48.8                                                                       |
| 800 m                            | Josef Odložil 1:52.7                                                           | Milan Jílek 1:53.3                                                       | Tomáš Jungwirth 1:53.7                                                                  |
| 1500 m                           | Tomáš Salinger 3:51.7                                                          | Miroslav Jůza 3:51.9                                                     | Karel Szotkowski 3:52.2                                                                 |
| 5000 m                           | Josef Tomáš 13:59.0                                                            | Petr Hellmich 14:08.6                                                    | Antonín Mildner 14:32.8                                                                 |
| 10 000 m                         | Štefan Tejbus 30:45.0                                                          | František Kania 31:15.4                                                  | Jaroslav Bohatý 31:34.2                                                                 |
| 110 m př.                        | Jiří Černošek 14.5                                                             | Ivan Čierny 14.6                                                         | Milan Čečman 14.6                                                                       |
| 200 m př.                        | Milan Čečman 23.7                                                              | Ivan Čierny 24.0                                                         | Jiří Černošek 24.1                                                                      |
| 400 m př.                        | Miroslav Hruš 52.8                                                             | František Mandlík 53.4                                                   | Miroslav Jareš 54.3                                                                     |
| 3000 m př.                       | Bohumír Zháňal 8:56.4                                                          | Miroslav Eichler 8:58.2                                                  | Vojtěch Hec 9:11.6                                                                      |
| 4 × 100 m                        | Juraj Demeč František Mikluščák Jozef Valter Dušan Dubový Slávia Košice 42.2   | Ladislav Ptáčník Jaroslav Novák Josef Bílek Josef Votrubec RH Praha 42.2 | Jaroslav Nohejl Antonín Polášek František Ortman Vilém Mandlík Dukla Praha 42.9         |
| 4 × 400 m                        | Zdeněk Matějka František Ortman Tomáš Jungwirth Zdeněk Váňa Dukla Praha 3:16.5 | Zdeněk Koreček Pavol Havrlent Václav Baroch Pavel Vitouš RH Praha 3:18.5 | Miloš Holeček Milan Pfingstner Václav Palák Miroslav Hruš Spartak Praha Sokolovo 3:20.3 |
| Skok do výšky                    | Jiří Lanský 206                                                                | Josef Krybus 203                                                         | Josef Kašpar 200                                                                        |
| Skok o tyči                      | Rudolf Tomášek 482                                                             | František Taftl 440                                                      | Jiří Sojka 440                                                                          |
| Skok daleký                      | Ján Solčány 748                                                                | Miroslav Hutter 744                                                      | Jan Netopilík 731                                                                       |
| Trojskok                         | Vlastimil Kálecký 15.98                                                        | Zdeněk Veverka 15.74                                                     | František Křupala 15.60                                                                 |
| Vrh koulí                        | Jaroslav Šmíd 17.68                                                            | Jiří Skobla 17.40                                                        | Jaroslav Folkman 16.80                                                                  |
| Hod diskem                       | Ludvík Daněk 60.00                                                             | Jiří Žemba 54.65                                                         | Zdeněk Němec 53.34                                                                      |
| Hod kladivem                     | Josef Matoušek 66.63                                                           | Jaroslav Řehan 62.44                                                     | Josef Málek 61.53                                                                       |
| Hod oštěpem                      | Josef Dušátko 72.78                                                            | Vladimír Poskočil 72.57                                                  | Miloš Vojtek 70.83                                                                      |
| 20 km chůze                      | Alexander Bílek 1:36:32.8                                                      | Vladimír Kánský 1:41:28.0                                                | Ladislav Moc 1:42:10.0                                                                  |
| Desetiboj Košice 3. – 4. 8. 1963 | Milan Kotík 6432 bodů                                                          | Jan Mádr 6347 bodů                                                       | Jiří Čechák 5646 bodů                                                                   |

### Ženy
| Soutěž                       | Zlato                                                                          | Stříbro                                                                                  | Bronz                                                                                    |
| 100 m                        | Alena Stolzová 12.1                                                            | Vlasta Přikrylová 12.1                                                                   | Jiřina Faltusová-Soldátová 12.2                                                          |
| 200 m                        | Eva Lehocká 24.6                                                               | Jiřina Faltusová-Soldátová 25.1                                                          | Jana Borovičková 26.1                                                                    |
| 400 m                        | Libuše Králíčková 57.0                                                         | Božena Duchoslavová 57.8                                                                 | Renata Prokopová 58.9                                                                    |
| 800 m                        | Dobroslava Žáková 2:11.7                                                       | Jarmila Popelková 2:12.2                                                                 | Bedřiška Kulhavá 2:14.1                                                                  |
| 80 m př.                     | Alena Stolzová 11.3                                                            | Alena Schusterová 11.3                                                                   | Miroslava Trkalová 11.6                                                                  |
| 4 × 100 m                    | Jana Borovičková Alena Stolzová Vlasta Přikrylová Olga Fomenková RH Praha 48.1 | Božena Duchoslavová Magda Seigová Eva Seidlová Jiřina Faltusová-Soldátová ČKD Praha 49.2 | Danuše Vandrolová Renata Prokopová Markéta Tymočová Alexandra Drobná VŽKG Vítkovice 49.6 |
| Skok do výšky                | Ludmila Jetmarová 163                                                          | Věra Bernardová 163                                                                      | Jaroslava Králová 163                                                                    |
| Skok daleký                  | Vlasta Přikrylová 647                                                          | Alexandra Drobná 602                                                                     | Olga Fomenková 600                                                                       |
| Vrh koulí                    | Ludmila Jamborová 15.14                                                        | Věra Matrasová 15.03                                                                     | Jiřina Němcová 14.78                                                                     |
| Hod diskem                   | Jiřina Němcová 55.88                                                           | Štěpánka Mertová 52.44                                                                   | Marie Šimánková 51.02                                                                    |
| Hod oštěpem                  | Vlasta Hrbková 51.11                                                           | Věra Valášková 44.82                                                                     | Anna Linhartová 44.44                                                                    |
| Pětiboj Košice 3. – 4.8.1963 | Olga Fomenková 4377 bodů                                                       | Vlasta Přikrylová 4356 bodů                                                              | Alena Schusterová 4109 bodů                                                              |